# Ди Ем Екс
Ърл Симънс (на английски: Earl Simmons), по-известен под прякора си DMX (Dark Man X), е американски рапър от Маунт Върнън, Ню Йорк. Роден е на 18 декември 1970 година, но става известен в края на 1990-те години със своят първи албум – ...And then there was X, и с една от най-известните му песни до днес – Party Up (Up in Here). Неговият псевдоним идва от името на инструмент, който той използвал за своите изпълнения през 1980-те години. През 2002 година DMX пише своята първа книга – Ъ.Р.Л.: Автобиографията на DMX. Бил е арестуван много пъти. Умира на 9 април 2021 година от сърдечен удар, причинен от свръхдоза.

## Биография
DMX е роден в Балтимор, Мериленд но през ранно детство, той и семейството му са се преместили да живеят в Йонкърс, град в близост до Ню Йорк. Бил е единственото дете на Джо Баркър и Арнет Симънс. Майка му е била бременна с него, когато е била едва на 19 и вече е имала дъщеря от предишен брак. Той прекарвал голяма част от времето си на улиците и в гетото на Йонкеърс и извършвал много престъпления, за които той бил често арестуван. Той обаче взимал хип-хопа на сериозно, и го считал като начин да избегне трудните времена през които той преминавал. Той прекарал много голяма част от юношеството си в затвор.
През 1999 година DMX се оженил за Ташера Симънс. Те имат 4 деца: Хавиер, Токома, Шон и Праиз Мари Ела Симънс. На 22 юли 2010, Ташера заявява че се разделя с ДМХ след 16 години брак, само две седмици след като той е бил освободен от затвора. DMX има 11 деца, 4 от Ташера и едно от настоящата си съпруга Али ДиМартино, а другите са от различни бракове. Той е имал 7 жени.
Жителка на Мериленд, Моник Уейн, твърди че бащата на сина и е DMX. Тя го е съдила многократно.

## Дискография

### Албуми
- It's Dark and Hell Is Hot, 19 май 1998
- Flesh of My Flesh, Blood of My Blood, 22 декември 1998
- ...And Then There Was X, 21 декември 1999
- The Great Depression, 23 октомври 2001
- Grand Champ, 16 септември 2003
- Year of the Dog... Again, 1 август 2006
- Undisputed, 11 септември 2011

### Сингли
- Get at Me Dog, 1998
- Stop Being Greedy, 1998
- How's It Goin Down, 1998
- Ruff Ryders'Anthem, 1998
- Grand Finale, 1998
- Slippin, 1998
- What's My Name?, 1999
- "Party Up (Up in Here), 2000
- What These Bitches Want, 2000
- Don't You Ever, 2000
- Come Back in One Piece, 2000
- No Sunshine, 2001
- We Right Here, 2001
- Who We Be, 2001
- I Miss You, 2002
- X Gon' Give It to Ya, 2002
- Where the Hood At?, 2003
- Get It On The Floor, 2003
- We in Here, 2006
- Lord Give Me a Sign, 2006
- I Don't Dance, 2012
- Head Up, 2012